# Oliinîkova-Sloboda, Bila Țerkva
Oliinîkova-Sloboda (în ucraineană Олійникова-Слобода) este o comună în raionul Bila Țerkva, regiunea Kiev, Ucraina, formată numai din satul de reședință.

## Demografie
Componența lingvistică a comunei Oliinîkova-Sloboda
     Ucraineană (97,9%)
     Rusă (1,29%)
     Alte limbi (0,48%)
Conform recensământului din 2001, majoritatea populației comunei Oliinîkova-Sloboda era vorbitoare de ucraineană (97,9%), existând în minoritate și vorbitori de rusă (1,29%).